# Jevgenyij Vlagyimirovics Alekszejev
Jevgenyij Vlagyimirovics Alekszejev (Puskin, 1985. november 28. –) orosz sakkozó, nagymester, orosz bajnok.
A Csuti-Hydrocomp Zalaegerszeg SK játékosa.
Legmagasabb eddigi Élő-pontszáma 2725, ezt 2009. szeptemberben érte el. Ezzel a világranglista 19. helyét foglalta el. A legjobb helyezése a világranglistán a 14. volt, amit 2007 októberben ért el. 2015. áprilisban az Élő-pontszáma 2654, ezzel a világranglistán a 96. helyen áll. Rapidsakkban a pontszáma 2660, villámsakkban 2631.
2006-ban lett 21 évesen orosz bajnok, miután a rájátszásban legyőzte Dmitrij Jakovenkót. (Ilyen fiatalon korábban csak Mihails Tāls tudott győzni.)
2007-ben megnyerte Moszkvában az Aeroflot nyílt versenyt és ezzel jogot szerzett, hogy részt vehessen a 2007-es Dortmundi Sparkassen-sakkversenyen, a sakkvilág három kiemelt tornájának egyikén. A versenyen Vlagyimir Kramnyik mögött a második helyen végzett, holtversenyben Visuvanádan Ánanddal és Lékó Péterrel.
2008 nyarán Alekszejev megnyerte a Bielben tartott szuperversenyt, legyőzve többek közt a címvédő ifjú tehetséget, a norvég Magnus Carlsent.
2008 őszén, miután az orosz bajnokság utolsó fordulójában Peter Szvidler sötéttel legyőzte Alekszejevet, az élen hármas holtverseny alakult ki kettejük és Jakovenko között. A bajnoki cím sorsáról október 28-án kétfordulós rapidversenyben döntöttek, amelyben Szvidler kerekedett felül, Alekszejev végül a harmadik lett.

## Fordítás
- Ez a szócikk részben vagy egészben  az   Evgeny Alekseev című angol Wikipédia-szócikk fordításán alapul.  Az eredeti cikk szerkesztőit annak laptörténete sorolja fel. Ez a jelzés csupán a megfogalmazás eredetét és a szerzői jogokat jelzi, nem szolgál a cikkben szereplő információk forrásmegjelöléseként.